# Bursera
Bursera, biljni rod iz porodice brezuljevki nazvan po danskom botaničaru Joachimu Burseru (1583-1639). Pripada mu preko 110 vrsta grmova i drveća koje rastu po Americi, sve od južnog SAD–a do sjeverne Argentine, poglavito po tropskim i umjerenim šumskim staništima. Mnoge vrste su endemi.
Narastu najviše do 25 m (82 stope) visine. B. hollickii s Jamajke vodi se kao ugrožena vrsta

## Vrste
1. Bursera altijuga Rzed., Calderón & Medina
2. Bursera angustata C. Wright ex Griseb.
3. Bursera aptera Ramírez
4. Bursera arborea (Rose) L. Riley
5. Bursera arida (Rose) Standl.
6. Bursera ariensis (Kunth) Mc Vaugh & Rzed.
7. Bursera aromatica Proctor
8. Bursera aspleniifolia Brandegee
9. Bursera attenuata (Rose) L. Riley
10. Bursera bicolor (Willd. ex Schltdl.) Engl.
11. Bursera biflora (Rose) Standl.
12. Bursera bipinnata (Moc. & Sessé ex DC.) Engl.
13. Bursera bolivarii Rzed.
14. Bursera bonetii Rzed.
15. Bursera brunea (Urb.) Urb. & Ekman
16. Bursera cerasiifolia Brandegee
17. Bursera chemapodicta Rzed. & E. Ortiz
18. Bursera cinerea Engl.
19. Bursera citronella Mc Vaugh & Rzed.
20. Bursera collina Brandegee
21. Bursera confusa (Rose) Engl.
22. Bursera copallifera (Moc. & Sessé ex DC.) Bullock
23. Bursera coyucensis Bullock
24. Bursera crenata Paul G. Wilson
25. Bursera cuneata (Schltdl.) Engl.
26. Bursera denticulata Mc Vaugh & Rzed.
27. Bursera discolor Rzed.
28. Bursera diversifolia Rose
29. Bursera epinnata (Rose) Engl.
30. Bursera esparzae Rzed., Calderón & Medina
31. Bursera excelsa (Kunth) Engl.
32. Bursera exequielii León de la Luz
33. Bursera fagaroides (Kunth) Engl.
34. Bursera filicifolia Brandegee
35. Bursera fragilis S. Watson
36. Bursera fragrantissima Bullock
37. Bursera frenningiae Correll
38. Bursera galeottiana Engl.
39. Bursera gibarensis M. C. Martínez, Daly & J. Pérez
40. Bursera glabra (Jacq.) Triana & Planch.
41. Bursera glabrifolia (Kunth) Engl.
42. Bursera glauca Griseb.
43. Bursera gracilipes Urb. & Ekman
44. Bursera grandifolia (Schltdl.) Engl.
45. Bursera graveolens (Kunth) Triana & Planch.
46. Bursera heliae Rzed. & Calderón
47. Bursera heteresthes Bullock
48. Bursera heterophylla Engl.
49. Bursera hindsiana (Benth.) Engl.
50. Bursera hintonii Bullock
51. Bursera hollickii (Britton) Fawc. & Rendle
52. Bursera inaguensis (Britton) Britton
53. Bursera infernidialis Guevara & Rzed.
54. Bursera instabilis Mc Vaugh & Rzed.
55. Bursera inversa Daly
56. Bursera isthmica Rzed. & Calderón
57. Bursera itzae Lundell
58. Bursera jerzyi Medina
59. Bursera karsteniana Engl.
60. Bursera karwinskii Engl.
61. Bursera kerberi Engl.
62. Bursera krusei Rzed.
63. Bursera lancifolia (Schltdl.) Engl.
64. Bursera laurihuertae Rzed. & Calderón
65. Bursera laxiflora S. Watson
66. Bursera leptophloeos Mart.
67. Bursera linanoe (La Llave) Rzed., Calderón & Medina
68. Bursera littoralis León de la Luz & Pérez Navarro
69. Bursera longipes (Rose) Standl.
70. Bursera lunanii (Spreng.) C. D. Adams & Dandy ex Proctor
71. Bursera macvaughiana R. Cuevas & Rzed.
72. Bursera madrigalii Rzed. & Calderón
73. Bursera martae J. Jiménez Ram. & Cruz Durán
74. Bursera medranoana Rzed. & E. Ortiz
75. Bursera microphylla A. Gray
76. Bursera mirandae C. A. Toledo
77. Bursera morelensis Ramírez
78. Bursera multifolia (Rose) Engl.
79. Bursera multijuga Engl.
80. Bursera occulta Mc Vaugh & Rzed.
81. Bursera odorata Brandegee
82. Bursera oerstedii (Standl.) Standl.
83. Bursera ovalifolia (Schltdl.) Engl.
84. Bursera ovata Urb. & Ekman
85. Bursera palaciosii Rzed. & Calderón
86. Bursera palmeri S. Watson
87. Bursera paradoxa Guevara & Rzed.
88. Bursera penicillata (Sessé & Moc.) Engl.
89. Bursera pereirae Daly
90. Bursera permollis Standl. & Steyerm.
91. Bursera pontiveteris Rzed., Calderón & Medina
92. Bursera ribana Rzed. & Calderón
93. Bursera roseana Rzed., Calderón & Medina
94. Bursera rupicola León de la Luz
95. Bursera rzedowskii C. A. Toledo
96. Bursera sarcopoda Paul G. Wilson
97. Bursera sarukhanii Guevara & Rzed.
98. Bursera schlechtendalii Engl.
99. Bursera sellowii Turcz.
100. Bursera shaferi (Britton & P. Wilson) Urb.
101. Bursera silviae Rzed. & Calderón
102. Bursera simaruba (L.) Sarg.
103. Bursera simplex Rzed. & Calderón
104. Bursera spinescens Urb. & Ekman
105. Bursera standleyana L. O. Williams & Cuatrec.
106. Bursera staphyleoides Mc Vaugh & Rzed.
107. Bursera stenophylla Sprague & L. Riley
108. Bursera submoniliformis Engl.
109. Bursera subtrifoliata (Rose) Standl.
110. Bursera suntui C. A. Toledo
111. Bursera tecomaca Standl.
112. Bursera toledoana Rzed. & Calderón
113. Bursera tomentosa (Jacq.) Triana & Planch.
114. Bursera trifoliolata Bullock
115. Bursera trimera Bullock
116. Bursera vazquezyanesii Rzed. & Calderón
117. Bursera vejar-vazquezii Miranda
118. Bursera velutina Bullock
119. Bursera xochipalensis Rzed.
120. Bursera xolocotzii Guevara
121. Bursera yaterensis M. C. Martínez, Daly & J. Pérez
122. Bursera zapoteca Rzed. & Medina